# Städtisches Museum Göttingen

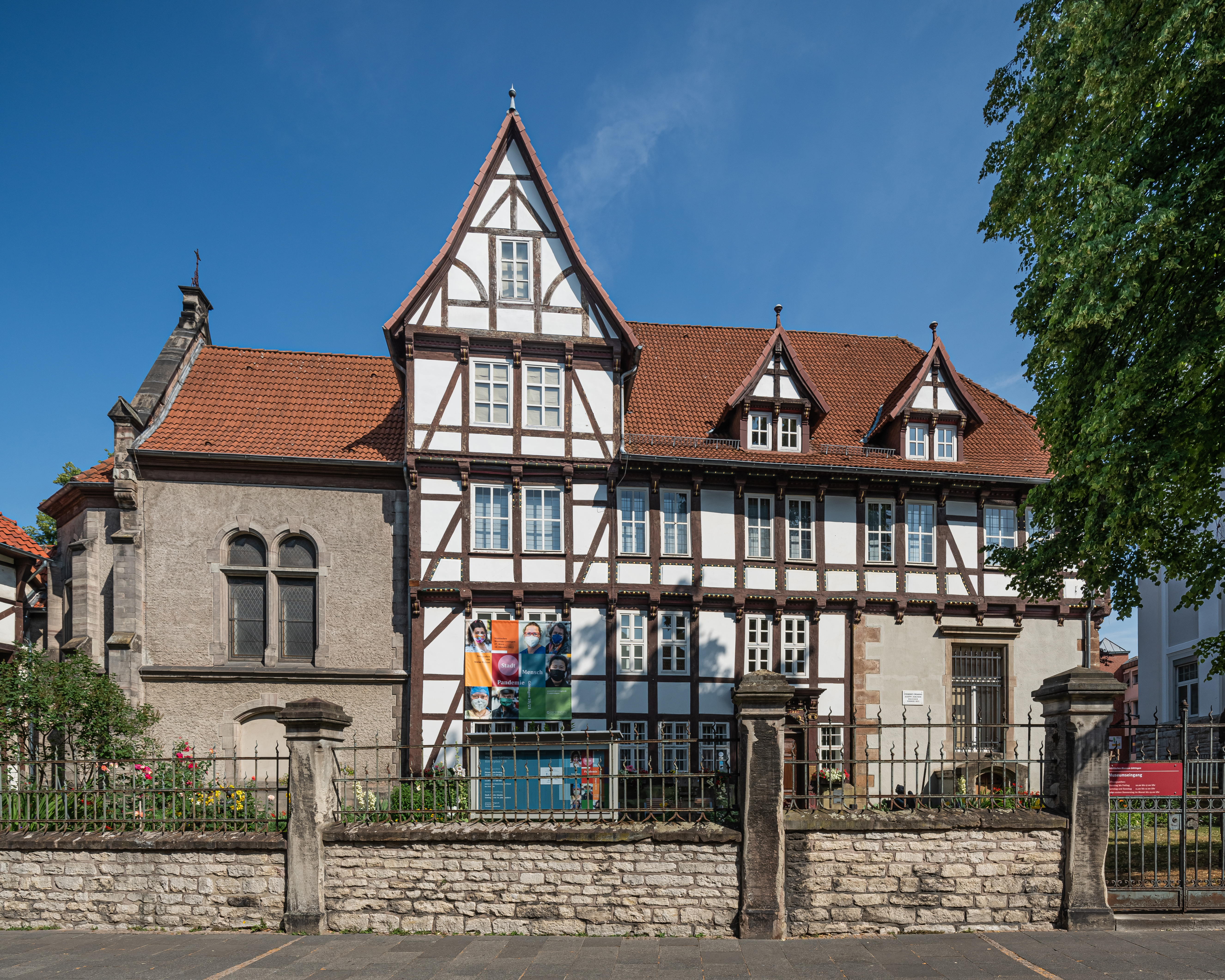
Hardenberger Hof, Kapelle und Museumsgarten im Ritterplan (2022)

Das Städtische Museum Göttingen ist eine Sammlung zur Geschichte und Kulturgeschichte und dokumentiert mit rund 150.000 Objekten die kulturgeschichtliche Entwicklung der Stadt Göttingen in Niedersachsen und des Umlandes von Göttingen von der ersten Besiedlung über die Gründung der Georg-August-Universität bis in die Gegenwart.

## Gründung und Geschichte der Museumsgebäude
Die Gründung der „Städtische Alterthümersammlung“ geht auf die Initiative des Professors für Germanistik Moritz Heyne zurück, der vom Oberbürgermeister Georg Merkel unterstützt wurde. Ein erstes Domizil fand die Sammlung ab 1889 im Grätzel-Haus (Goetheallee 8) und ab 1893 im Haus Velguth (Burgstraße 13), ebenfalls in der Göttinger Altstadt.
Seit der Eröffnung am 28. November 1897 ist das Museum in dem einzigen erhaltenen Renaissance-Adelssitz der Stadt untergebracht, dem 1592 vom braunschweigischen Kanzler Johann von Jagemann errichteten Hardenberger Hof in der Altstadt (Ritterplan 7), der später von 1619 bis 1812 als Stadthof der Familie von Hardenberg diente. 1896 war das Baudenkmal von der Stadt erworben und nach Plänen von Stadtbaurat Heinrich Gerber umgebaut worden. Auf diesen durchgreifenden Umbau des Hardenberger Hofs geht die Dachgestaltung mit dem großen Zwerchhaus und Dachgauben ebenso zurück wie der an der westlichen Schmalseite angebaute originelle Kapellenbau, der auf Wunsch Heynes zur Aufnahme kirchlicher Ausstellungsstücke diente. Im Kern des Gebäudes ist ein mutmaßliches mittelalterliches Steinwerk enthalten.
Zur ursprünglichen Museumskonzeption gehörten auch der vorgelagerte Museumsgarten und die seitlich an das linke Nachbarhaus befestigte ‚blinde‘ Fachwerkfassade des Siedentopfschen Hauses, die nach dem Abbruch eines Altstadthauses aus dem 16. Jahrhundert in der Roten Straße als Anschauungsstück hierher transloziert wurde.
Ab 1906 und nochmals seit 1912 wurden auch Räume des westlich anschließenden Fachwerkbaus der Alten Post durch das Museum mit genutzt. Später  bis 1935 kam dazu auch das gesamte zweigeschossige langgestreckte Eckgebäude bis zur Jüdenstraße, das im 3. Viertel des 18. Jahrhunderts als Unterkunftsgebäude und Remise der Post angelegt worden war und von 1865 bis 1879 die Höhere Mädchenschule beherbergt hatte.

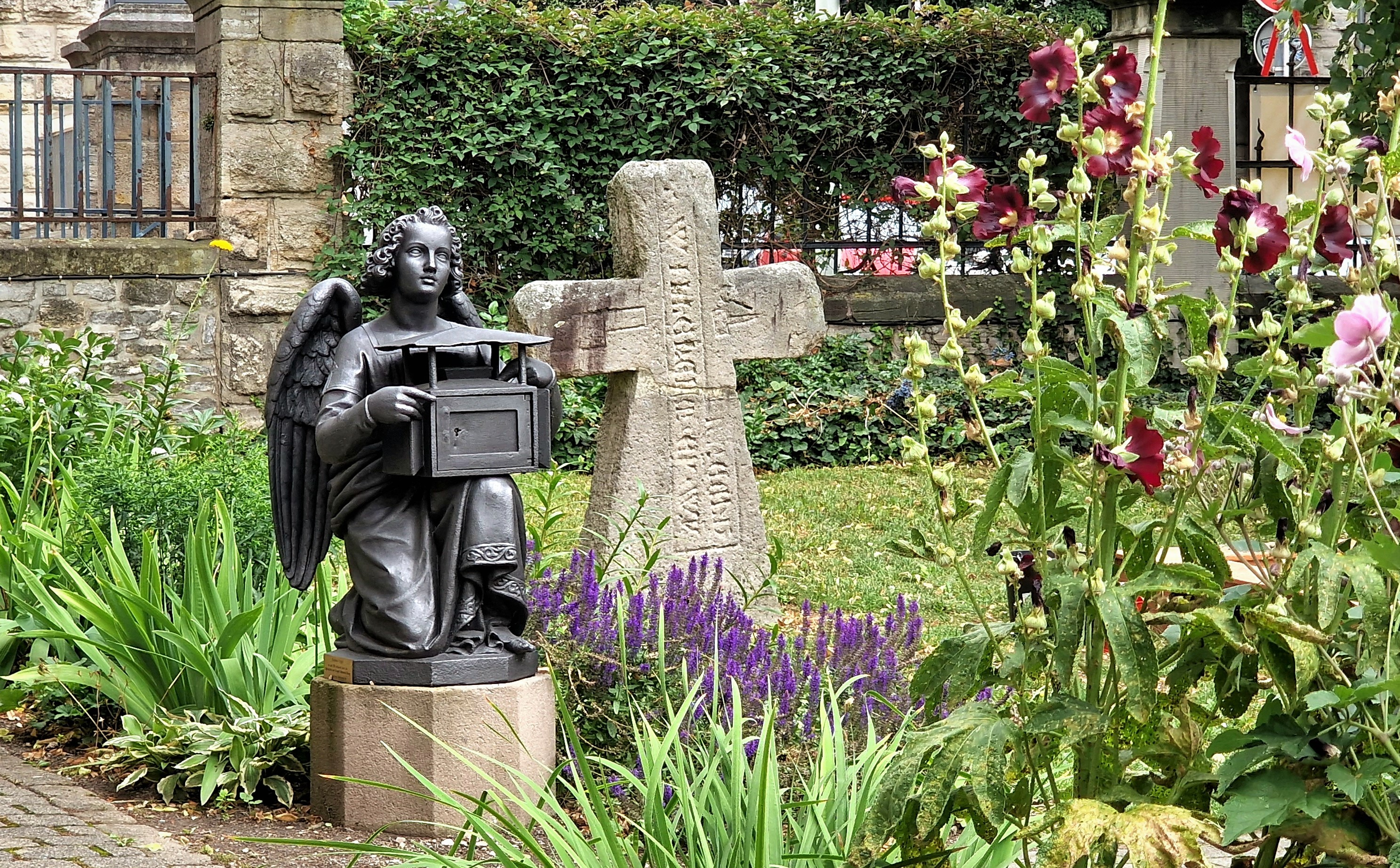
Museumsgarten mit Bödekerengel (Georg Hurtzig) und Gedenkkreuz

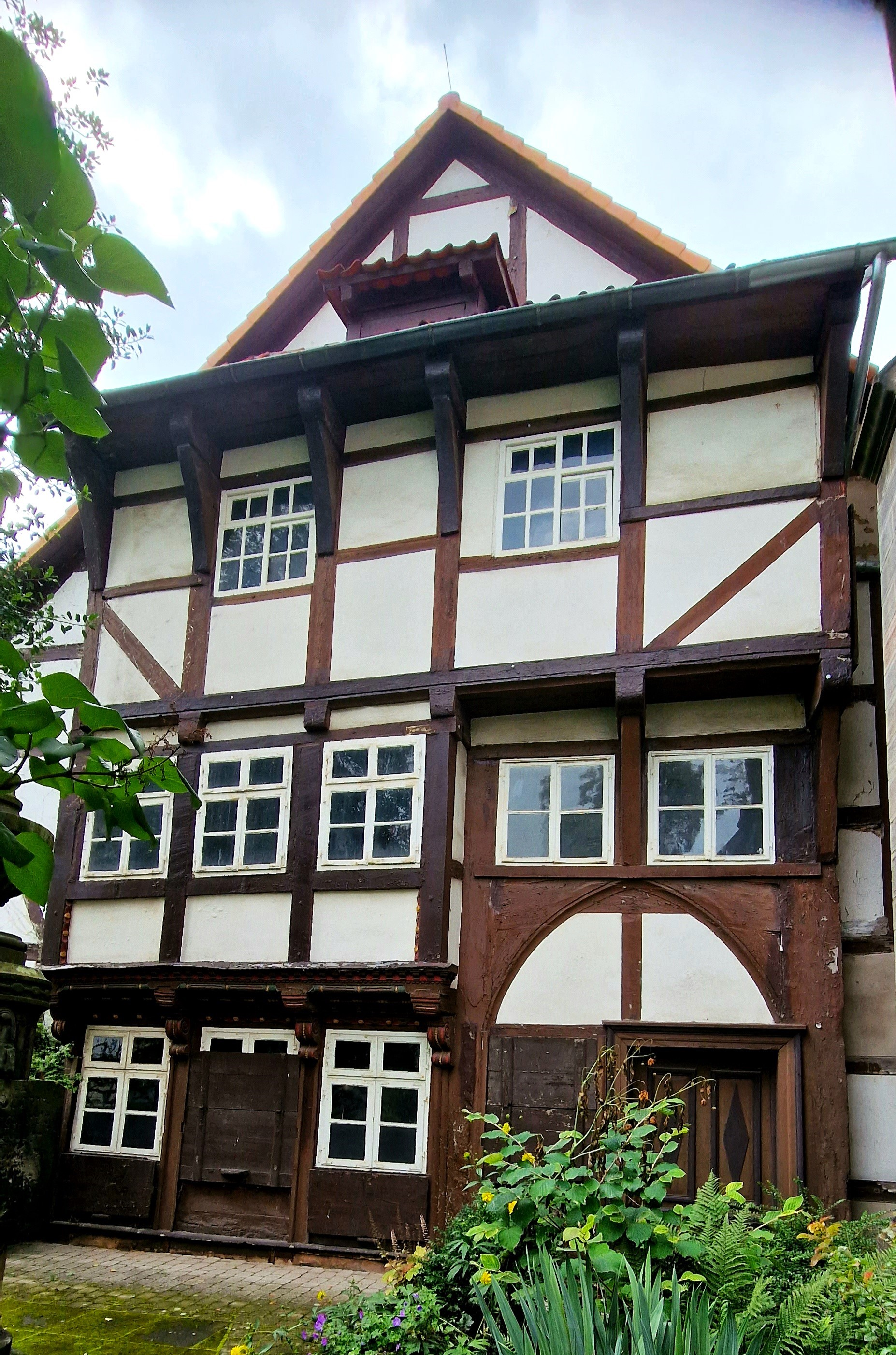
Fassade des Siedentopfenschen Hauses seitlich an der Remise im Museumsgarten

1978–1979 wurden die Räumlichkeiten des Museums um das in der Jüdenstraße anschließende ehemalige Gebäude des Postverwalters (Jüdenstraße 39) erweitert, um hier die ausgelagerte Verwaltung unterzubringen. Das Posthalterhaus ist ein dreigeschossiges Fachwerkhaus, das 1739 als kurfürstlich hannoversche Post erbaut wurde; es ist auch für die Göttinger Fachwerk-Gefügekunde bedeutend als eines der letzten Häuser, bei dem noch eine Geschoss-Vorkragung zur Ausführung kam.
Seit 2009 sind beträchtliche Bauschäden in den Fachwerkbauten Alte Post und Alte Remise bekannt, sodass der größte Teil der Dauerausstellung schließen musste. Eine Teilsanierung der beschädigten Gebäude wurde 2017 abgeschlossen. Eine Gesamtwiedereröffnung des Städtischen Museums lässt weiter auf sich warten, da (Stand Sommer 2021) noch Unklarheiten über eine sinnvolle Instandsetzung des Kerngebäudes Hardenberger Hof sowie die Planung von benötigten Ergänzungsbauten auf der rückwärtigen Hofseite bestehen.
Während der lang andauernden Museumsschließungen sind – außer Sonderausstellungen – nur die Sammlung kirchlicher Kunst aus dem 12. bis 19. Jahrhundert sowie Teile des Hardenberger Hofs mit Zeugnissen der Göttinger Bau- und Kulturgeschichte und der am Ritterplan liegende Museumsgarten zu besichtigen.

## Museumsleiter
- 1889–1906: Moritz Heyne
- 1906–1933: Bruno Crome[13]
- 1933–1936: Herbert Krüger[14]
- 1936–1954: Otto Fahlbusch[15]
- 1954–1961: Walther Hellige[16]
- 1964–1966: Wolfgang Rabe[17]
- 1967–1976: Waldemar R. Röhrbein[18][19]
- 1977–1992: Hans-Georg Schmeling[20]
- 1992–2005[21]: Jens-Uwe Brinkmann
- 2005–2020: Ernst Böhme[1]
- 2020[1]–2024[22]: Andrea Rechenberg
- Seit 2024: Maren Christine Härtel[23][24]

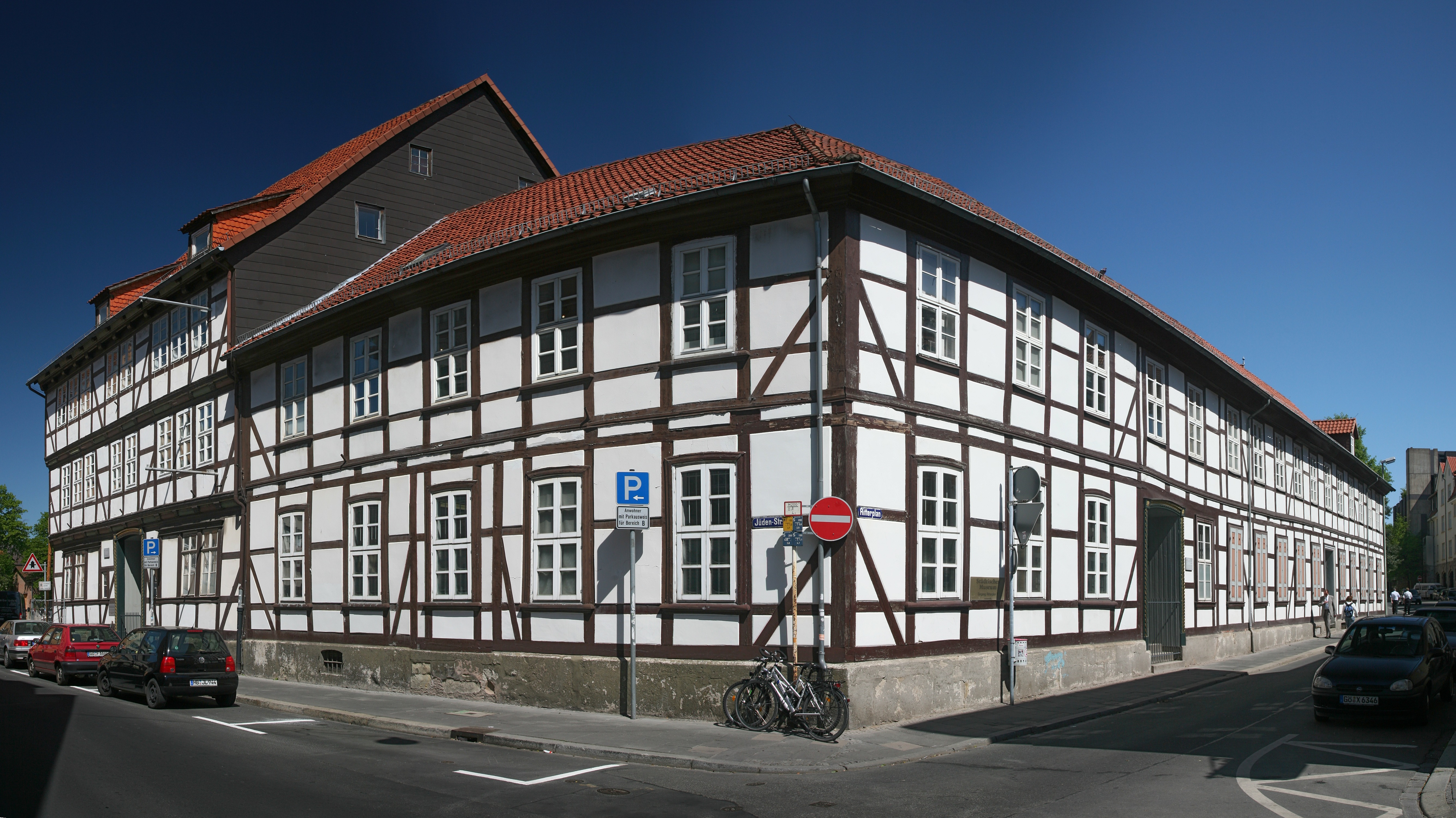
Fachwerk-Nebengebäude der ehemaligen Post-Remise, Jüdenstraße, Ecke Ritterplan (Aufnahme 2007)
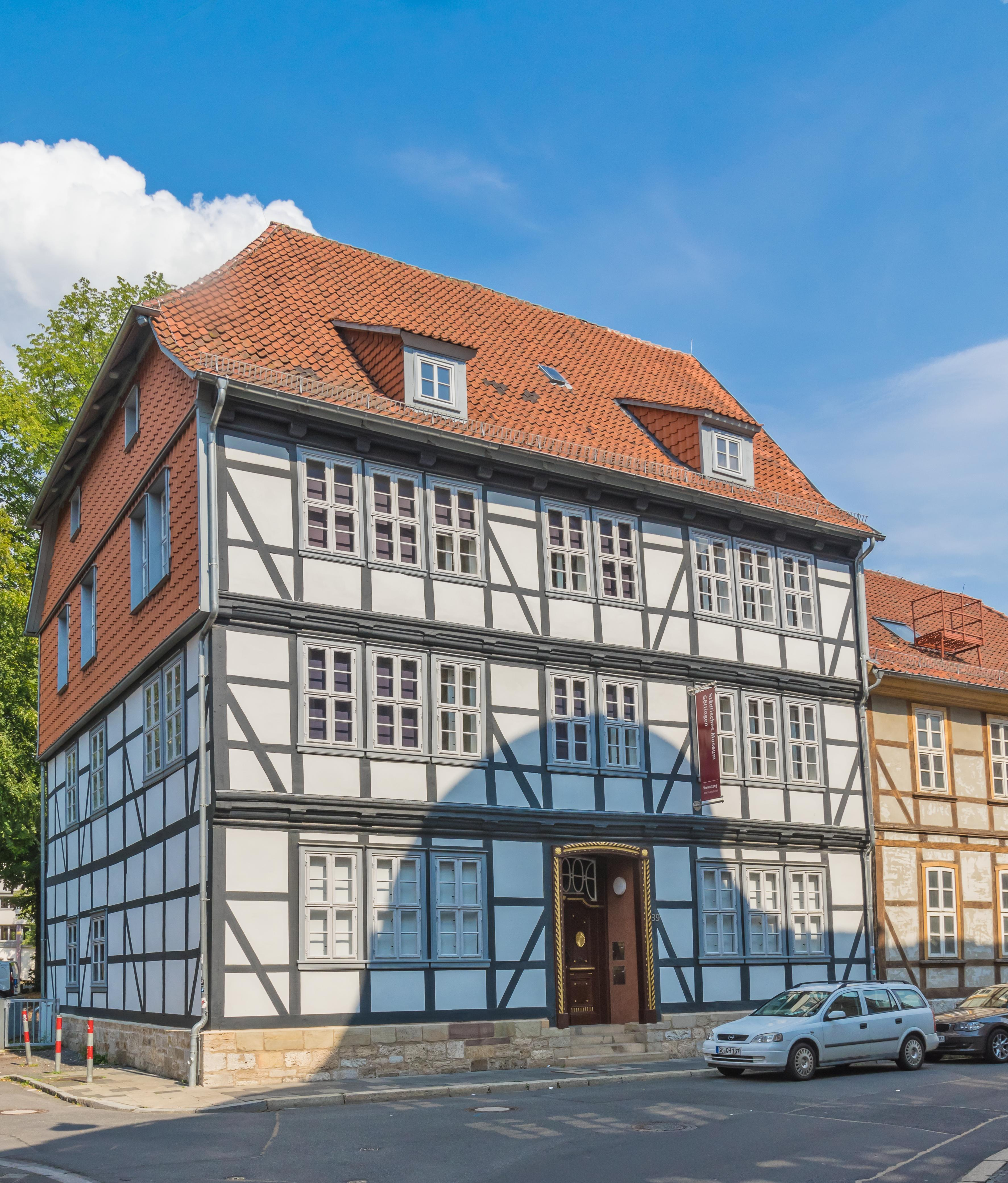
Museumsverwaltung im ehemaligen Posthof, Jüdenstraße 39 (Aufnahme 2014)